# Middle Dural, New South Wales
Middle Dural este o suburbie în Sydney, Australia.